# Devilyn
Devilyn ist eine polnische Death-Metal-Band aus Tarnów, die im Jahr 1992 unter dem Namen Cerebral Concussion gegründet wurde.

## Bandgeschichte
Die Band wurde im Jahr 1992 von dem Gitarristen Łukasz „Bony“ Luboń und dem Bassisten und Sänger Marcin „Novy“ Nowak gegründet. In den Jahren 1993 und 1994 fand sich eine feste Besetzung mit dem Hinzukommen des Gitarristen Piotr Piekarz und des Schlagzeugers Jakub aka „Kuba“. Zudem fand sich mit Cerebral Concussion ein Name für die Band. In dieser Besetzung nahm die Gruppe mit The Rule ein erstes Demo auf. Im April 1996 begann die Band mit den Aufnahmen zu einem ersten Album. Gegen Ende des Jahres erreichte die Gruppe einen Vertrag bei Listenable Records und änderte daraufhin ihren Namen in Devilyn um. Bei diesem Label erschien das Debütalbum Anger. Im Jahr 1998 folgte die erste Europatournee, wobei die Band zusammen mit Cannibal Corpse und Krabathor spielte. Im selben Jahr arbeitete die Band an neuen Liedern, die im Herbst des Jahres aufgenommen wurden. Diese Aufnahmen erschienen im Folgejahr als Album Reborn in Pain. Aufgrund des geringen Erfolges und wegen persönlicher Probleme der Bandmitglieder wurde es innerhalb der nächsten zwei Jahre still um die band. Im Jahr 2000 verließen Piekarz, Jakub, sowie der Session Gitarrist Marcin „Boroova“ Borowiecki die Band. Als neue Mitglieder kamen daraufhin der Schlagzeuger Sebastian „Basti“ Łuszczek und der Gitarrist Krystian „Dino“ Wojdas zur Besetzung. Nachdem die Band einen Vertrag bei Blackend Records erreicht hatte, erschien Ende 2001 hierüber das Album Artefact. Danach verließen weitere Mitglieder die Band, sodass Gitarrist Luboń noch das einzig verbliebene Gründungsmitglied war. Nowak trat Vader bei, während Wojdas und Łuszczek sich auf ihr anderes Projekt Spinal Cord konzentrierten. Als neue Mitglieder kamen der Bassist Tomasz „Zycklon“ Węglewski, der Schlagzeuger Dominik „Domin Dominus“ Michałowicz, der Gitarrist Erian und der Sänger Michał „Barney“ Bachrij zur Besetzung. Nach einigen Konzerten in den Jahren 2003 und 2004, begab sich die Gruppe im November 2004 in das Hertz Recording Studio, um das Album XI aufzunehmen. Das Album erschien im Jahr 2005 bei Conquer Records, ehe es 2007 bei Unique Leader Records erneut erschien.

## Stil
Auf Reborn in Pain spielte die Band laut Gabriel Gose von metal-observer.com gewöhnlichen Death Metal, der dem Florida Death Metal entspreche, und zog Vergleiche zu Gruppen wie Cannibal Corpse, Deicide und Morbid Angel. Als polnische Vergleichsband nannte Gose Vader. Die Verwendung von Doublebass und technisch anspruchsvollen Riffs sei charakteristisch für die Musik. Die Texte der Lieder seien reich an Grammatikfehlern. Laut Edouard Vergriete von voicesfromthedarkside.de sind die Einflüsse des Florida Death Metals zwar immer noch da, jedoch weniger offensichtlich. Das Spiel der E-Gitarren klinge so, als würden Trey Azagthoth und Erik Rutan zusammen spielen. Das Album sei am ehesten mit Vaders De Profundis oder mit der Musik von Morbid Angel vergleichbar.

## Diskografie
als Cerebral Concussion
- The Rule (Demo, 1994, Eigenveröffentlichung)

als Devilyn
- Anger (Album, 1996, Listenable Records)
- Reborn in Pain (Album, 1998, Listenable Records)
- Promo 2000 (Demo, 2000, Eigenveröffentlichung)
- Artefact (Album, 2001, Blackend Records)
- The Past Against the Future (Kompilation, 2003, Metal Mind Productions)
- XI (Album, 2005, Conquer Records)